# Де Ланге, Джеффри
Дже́ффри де Ла́нге (нидерл. Jeffrey de Lange; род. 1 апреля 1998, Амстелвен, Северная Голландия) — нидерландский футболист, вратарь французского клуба «Олимпик Марсель».

## Клубная карьера
Де Ланге — воспитанник клуба «Аякс». Находился в системе клуба с семи лет. В 2015—2017 годах был резервным голкипером второй команды «амстердамцев» «Йонг Аякс».
14 апреля 2017 года ради получения игровой практики стал игроком «Твенте», перед этим отклонив предложение нового контракта. Был третьим вратарём команды после Джоэла Дроммела и Йорна Брондела. После ухода последнего в 2020 году стал вторым вратарём команды. В июле 2020 года продлил контракт на один сезон, в феврале 2021 года снова продлил своё соглашения до лета 2024 года.
27 октября 2020 года из-за травмы Дроммела он дебютировал в матче национального кубка против «Де Графсхап». После ухода Дроммеля летом 2021 года, стал вторым вратарём команды после Ларса Уннершталля, 30 октября 2021 года в матче против ПСВ он дебютировал в Эредивизи.
1 июля 2022 года стал игроком клуба «Гоу Эхед Иглз» и подписал трёхлетний контракт. 7 августа в матче против АЗ он дебютировал в составе нового клуба.